# Slípka novozélandská
Slípka novozélandská (Porphyrio hochstetteri) je nelétavý pták z čeledi chřástalovití, který se endemicky vyskytuje na Jižním ostrově Nového Zélandu, kde je znám jako takahē. Česky se jako slípka takahe nicméně označuje blízce příbuzný druh ze Severního ostrova Porphyrio mantelli, který je již vyhynulý. Slípka novozélandská je velký statný pták se zakrnělými křídly a mohutným červeným zobákem a nápadným čelním štítkem. Většina opeření je tmavě modrá, avšak křídla, hřbet a svrchní krovky ocasní jsou olivově zelené a spodní krovky ocasní jsou bílé. Výška těla dosahuje 63 cm, váha samice se pohybuje kolem 2,3 kg a samec mívá 2,7 kg. Tyto rozměry ze slípky novozélandské dělají největšího zástupce chřástalovitých. Jedná se o býložravého ptáka, převážnou část potravy tvoří lipnicovité rostliny.
Původně se jednalo o široce rozšířeného opeřence po Jižním ostrově, avšak po příchodu Maorů (konec 13. století) začaly jeho počty klesat následkem lovu, úbytku přirozených stanovišť a predace. Evropanům se v 19. století podařilo objevit už jen 4 exempláře a v první polovině 20. století byl druh považován za vyhynulý. V roce 1948 však došlo k objevení zbytkové populace v pohoří Murchison ve Fiordlandu. Od té doby byl druh translokován na několik dalších novozélandských lokací ve volné přírodě i v chovných zařízeních. Populace je nicméně stále ohrožená predací (hlavně hranostaji) i kompeticí s introdukovaným jelenem evropským o potravu. V roce 2021 se celková populace slípky novozélandské odhadovala na 440 jedinců.

## Systematika

### Objev
Druh má za sebou bohatou taxonomickou historii. Ta začíná v roce 1847, kdy britský biolog Richard Owen nejdříve získal z oblasti jižního Taranaki od sběratele Waltera Mantella kosterní pozůstatky ptáka, kterého o rok později pojmenoval jako Notornis mantelli. Druhové jméno mantelli přitom odkazuje ke zprostředkovateli vzorků Walteru Mantellovi. Tento taxon byl dlouho považován za slípku novozélandskou, nicméně pozdější taxonomické revize z konce 20. století jej uznaly za samostatný druh, který se v češtině označuje jako slípka takahe.

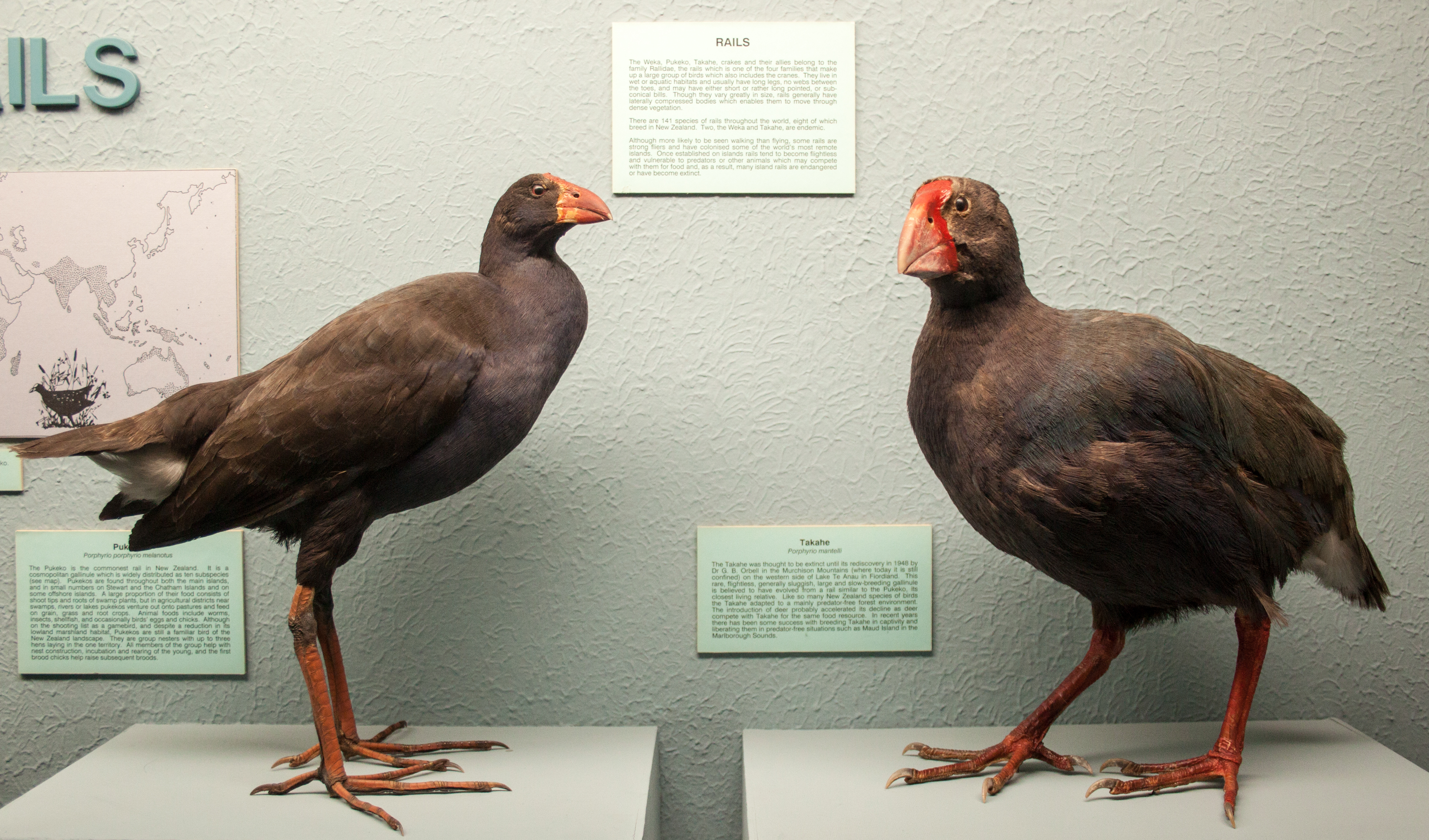
Dvojice vycpaných exemplářů v Canterburském muzeu

Slípka novozélandská (Porphyrio hochstetteri) byla poprvé zaznamenána Evropany v roce 1849 během tuleňářské výpravy v Tamatea / Dusky Sound, odlehlém fjordu na jihozápadě Jižního ostrova, který je dodnes dostupný pouze po moři nebo vzduchem. Tuleňáři tehdy narazili na stopy neznámého ptáka zanechané ve sněhu. Spolu se psy po dlouhé honičce konečně nalezli jejich majitele, slípku novozélandskou. Jeden z tuleňářů později popsal, že slípka „utíkala velkou rychlostí a když jsme ji konečně dopadli, hlasitě naříkala a náruživě bojovala; tři nebo čtyři dny jsme ji drželi naživu na palubě škuneru, načež jsme ji zapíchli, upekli na rožni a snědli. Celé posádce náramně chutnala.“ Tuleňáři si ponechali kůži slípky, kterou později získal již zmíněný Walter Mantell, který ji zaslal do Britského muzea svému otci, britskému paleontologovi Gideonovi Mantellovi. Ten si uvědomil, že se jedná o onoho Notornise, kterého popsal Owen v roce 1847, což také prezentoval Londýnské zoologické společnosti v roce 1850. Druhý exemplář druhu Gideon Mantell obdržel v roce 1851. Tento jedinec byl odchycen Maory na fiordlanském ostrově Secretary neboli Ka Tū-waewae-o-Tū. Po další takřka tři desetiletí druh nikdo neviděl a mělo se za to, že vyhynul.

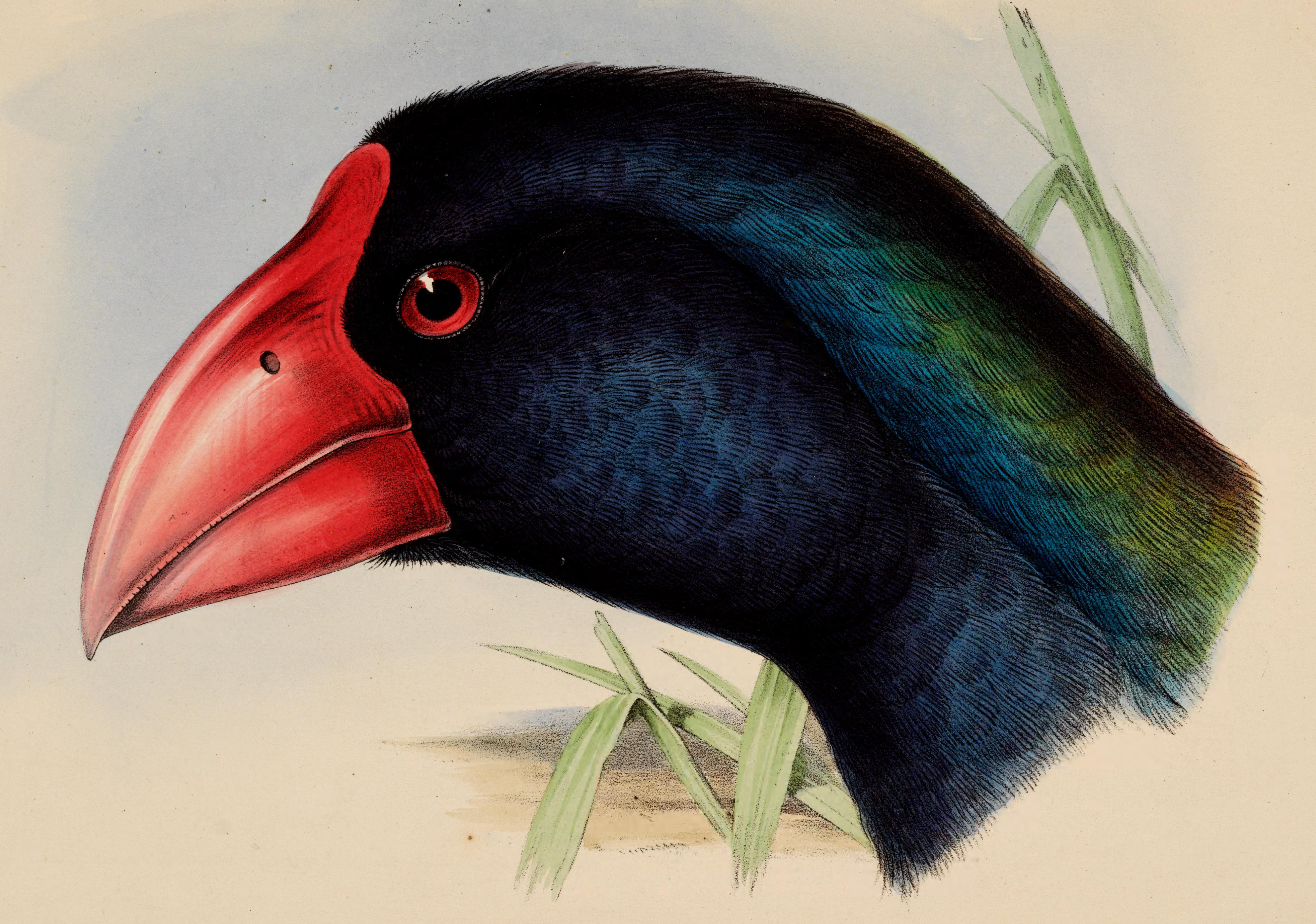
Ilustrace detailu hlavy (1850)

Koncem 19. století se nicméně objevili další dva exempláře, které posunuly celkový počet nalezených slípek novozélandských v 19. století na čtyři. K těm patřil jedinec odchycený psem místního lovce králíků na východě jezera Te Anau v roce 1879. Tento exemplář byl odkoupen Státním muzeem zoologie v Drážďanech za 105 £, avšak později byl zničen během bombardování Drážďan. Poslední, v pořadí čtvrtý známý exemplář 19. století ulovil v roce 1898 taktéž u jezera Te Anau pes jménem Rough, který patřil místnímu naháněči dobytka Jackovi Rossovi. Ross se pokusil psem ulovenou slípku novozélandskou vzkřísit, jeho snahy však byly marné. Rossův exemplář byl zaslán Williamu Benhanovi z Otagského muzea, které Rossovi za exemplář vyplatilo 250 £. Benhan slípku vycpal a tento nejlépe zachovaný exemplář slípky novozélandské z 19. století je dodnes k vidění v Otagském muzeu. Vyjma těchto 4 exemplářů byly v průběhu 19. a první poloviny 20. století nalezeny pouze kosterní pozůstatky slípky novozélandské. I přes řadu nepřímých svědectví od místních osadníků a lovců se po dalších 50 let nikomu nepodařilo ulovit dalšího jedince a slípka novozélandská byla opět považována za vyhynulou.

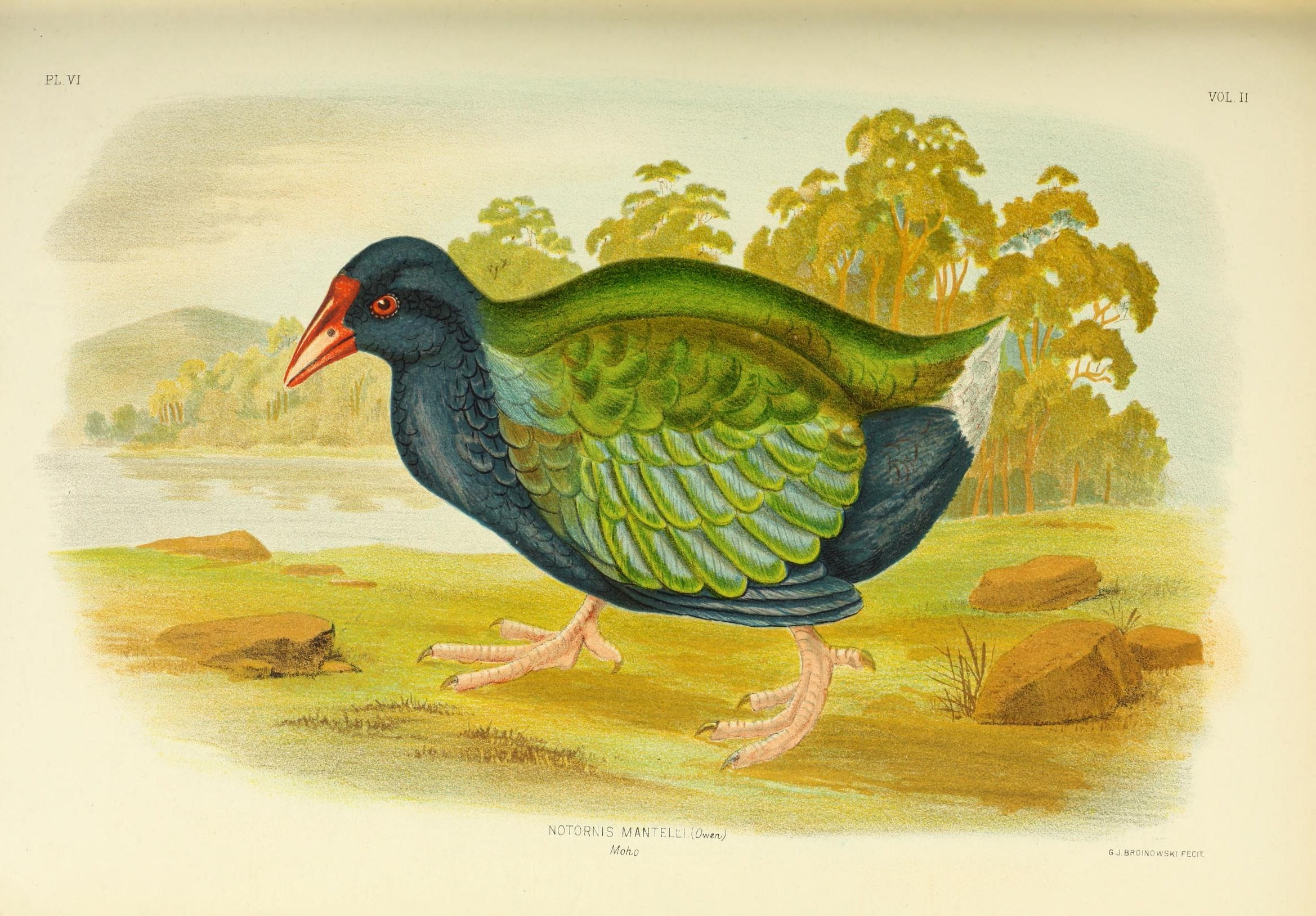
Malba z knihy The birds of Australia (1860)

O její znovuobjevení se postaral doktor z Invercargillu Geoffrey Orbell. Orbell byl náruživý tramp, lovec a rybář a postupně si na mapě zaznamenal všechna místa, kde byla slípka novozélandská odchycena nebo údajně spatřena. Vypozoroval, že se vždy jednalo o oblasti pod hranicí buše a k záznamům slípky docházelo v letech bohaté sněhové nadílky. Orbell vydedukoval, že slípka tak může žít v travnaté vegetaci a v případě velkého množství sněhu se přesouvá do lesa. V dubnu 1948 se Orbell se svými přáteli vydali do pohoří Murchison (západní břeh Te Anau), kde Orbell slyšel zvláštní písklavý zvuk vydávaný neznámým ptákem, a také objevil zvláštní stopy ve sněhu, které nedokázal přiřadit žádnému ptákovi, kterého by předtím viděl. Obě nepřímá pozorování se uskutečnila na břehu jezera, které nyní nese jeho jméno. Orbell byl přesvědčen, že se jednalo o stopy slípky novozélandské. V listopadu se k jezeru s několika kamarády vrátil a podařilo se jim odchytit hned dvojici slípek novozélandských, které vyfotografovali a poté pustili zpět na svobodu. Orbellův objev vyvolal ve světě okamžitou senzaci. Již v lednu roku 1949 místní úřady zorganizovaly výpravu, do jejíž čela se postavil právě Orbell, která prozkoumala oblast s výskytem slípek novozélandských blíže.

### Taxonomie

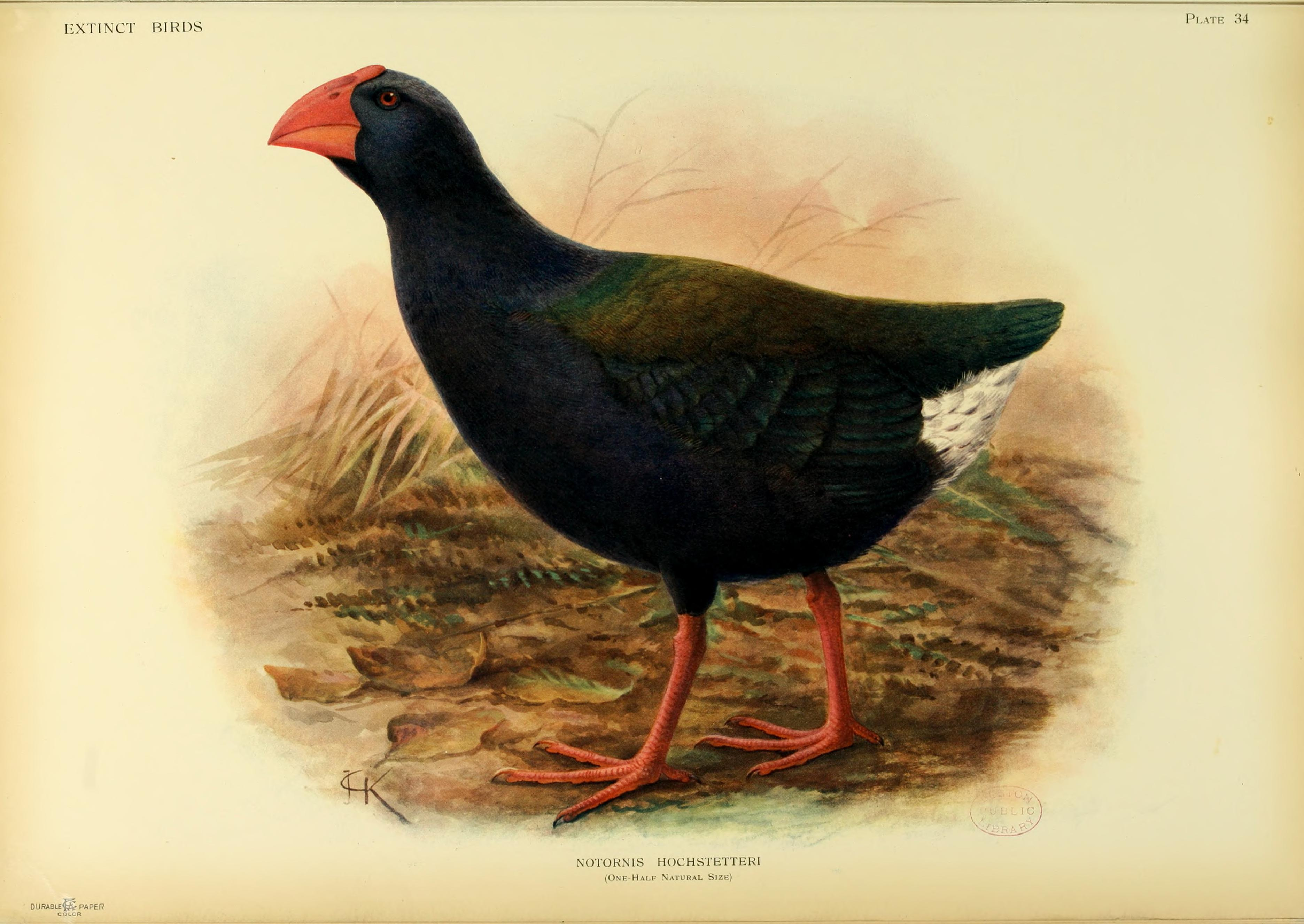
Ilustrace slípky novozélandské z knihy Extinct Birds (Vyhynulí ptáci) z roku 1907

Třetí již zmíněný exemplář slípky novozélandské, který byl umístěn v muzeu v Drážďanech, zkoumal sám ředitel muzea Adolf Bernhard Meyer. Mayer v roce 1883 došel k tomu, že rozdíl mezi tímto exemplářem a Owenovým Notornis mantelli je natolik velký, že se bude jednat o jiný druh. Mayer jej pojmenoval Notornis hochstetteri k uctění památky rakouského geologa Ferdinanda von Hochstettera. Těsně po znovuobjevení slípky novozélandské v roce 1948 se však s oběma taxony začalo zacházet jako s poddruhy. Současně byly zařazeny do rodu Porphyrio po bok dalších slípek, mj. příbuzné létavé a na Novém Zélandu široce rozšířené slípky australasijské. Taxony byly tedy označovány jako Porphyrio mantelli mantelli (takto se označoval vyhynulý poddruh ze Severního ostrova, dnes slípka takehe) a Porphyrio mantelli hochstetteri (z Jižního ostrova, dnes slípka novozélandská).
Studie z roku 1996 nicméně na základě morfologických i genetických ukazatelů ukázala, že se jedná o dva odlišné druhy. Slípka takehe ze Severního ostrova, mezi Maory známá jako mōho, byla oproti svému protějšku z Jižního ostrova vyšší a útlejší a sdílí společného předka se slípkou australasijskou, zatímco slípka novozélandská svůj původ odvozuje z jiné linie (možná afrických) slípek. Podle genetických dat se navíc zdá, že taxony nemají společného předka a jedinci rodu Porphyrio kolonizovali Nový Zéland hned třikrát, čímž vznikly populace slípky novozélandské, australasijské a takehe.

## Rozšíření a populace

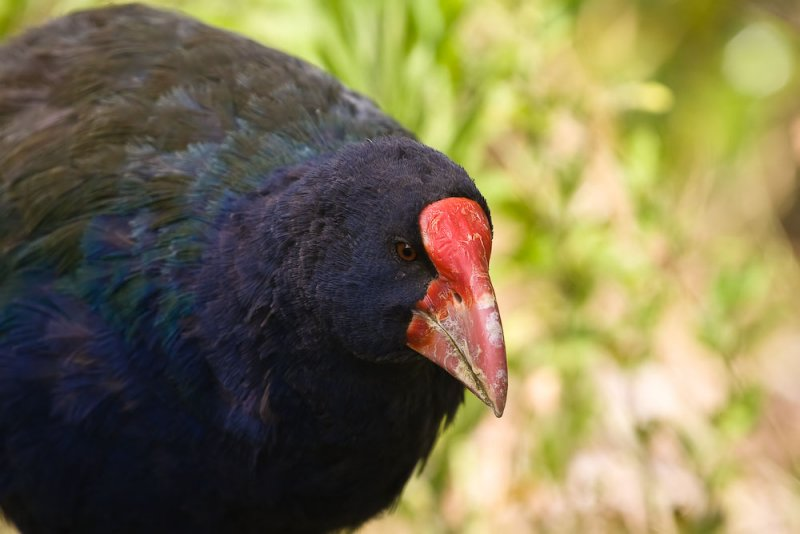
Bližší pohled na čelní štítek

Původně byla slípka novozélandská široce, avšak patrně nepočetně rozšířena v mnoha oblastech Jižního ostrova, o čemž svědčí četné kosterní nálezy ze sídlišť domorodých Maorů, kteří slípky s oblibou lovili. Kdysi se vyskytovala na otevřených stanovištích nížin včetně močálů, ve vyšších polohách alpínských luk i ve zcela zalesněných biotopech. Někdy mezi příchodem Maorů (konec 13. století) a prvními evropskými objevy druhu (polovina 19. století) došlo k redukci rozšíření slípky novozélandské na zbytkovou populaci ve Fiordlandu (vedle pohoří Murchison byly malé populace objeveny ještě ve Stuartových (Stuart mountains) a Keplerových horách (Kepler mountains)). Za příčinami tohoto poklesu lze nalézt lov Maory, predaci introdukovanými živočichy a ztrátu přirozeného prostředí. Genetické analýzy napovídají, že populace slípky novozélandské byla v době kolonizace Nového Zélandu Evropany (19. století) již stažena do Fiordlandu do přibližné velikosti současné populace. To by odpovídalo hypotéze, že slípka novozélandská byla vytlačena z celé severní a východní části Jižního ostrova Maory, což je v kontrastu s osudy některých jiných ptáků jako je kakapo soví, jehož populace byly po Jižním ostrově v příchodě Evropanů ještě široce rozšířeny a do Fiordlandu se stáhli až po evropské expanzi. Až do 80. let 20. století se slípka novozélandská vyskytovala pouze ve Fiordlandu. Do roku 2022 však byly slípky translokovány hned na 7 novozélandských ostrůvků a několik lokací na novozélandské pevnině. K těmto ostrovům patří Tiritiri Matangi, Kapiti, Mana, Maud, Rarotoka, Seretary a Motutapu. K pevninským populacím patří rezervace Zealandia, Cape, Maungatautari nebo chovné zařízení Willowbank. V Te Anau se nachází chovatelská stanice pro odchov slípek v zajetí. V roce 2018 byla založena populace v národním parku Kahurangi, která tak představovala druhou pevninskou populace v divoké přírodě mimo Fiordland.
V době znovuobjevení druhu v roce 1949 byla celková populace odhadována na 250 ptáků. Stavy slípek však v průběhu následujících desetiletí klesaly, až  v 80. letech dosáhly svého minima pouhých 110 posledních jedinců. Díky intenzivnímu ochranářskému managementu se však počty slípek od té doby navýšily. V roce 2021 se celková populace odhadovala na 440 jedinců.

## Popis

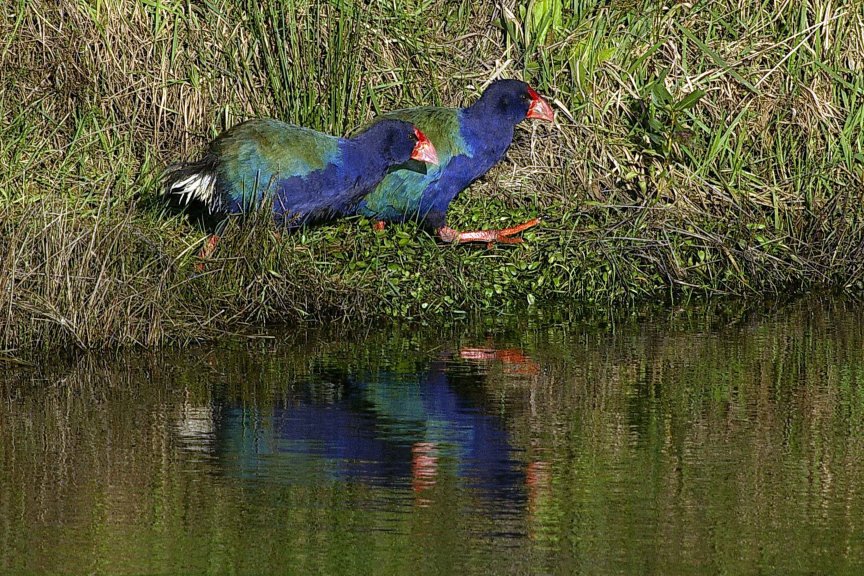
Pár slípek novozélandských

Jedná se o největšího zástupce chřástalovitých. Dosahuje délky těla až 63 cm. Samice váží kolem 2,3 kg, samec 2,7 kg. Nejtěžší jedinci mohou vážit až 4 kg. Tělo je značně zavalité, a to zejména ve srovnání se slípkou australasijskou, která se na Novém Zélandu vyskytuje v hojných počtech. Zobák je velmi mohutný a silný, horní čelist je prodloužená do čelního štítku končícím na čele. Zobák včetně štítku jsou šarlatově zbarvené, ke konci zobáku zbarvení bledne. Nohy jsou červené, duhovky hnědé.
Opeření je lesklé a působí volně až rozčesaně. Hlava, krk, hruď a břicho jsou tmavě modré. Křídla, hřbet, kostřec i horní krovky ocasní jsou tmavě olivově zelené. Spodní krovky ocasní jsou bílé. Opeření nedospělé slípky je o poznání matnější, šíje a hřbet jsou do hněda, její zobák včetně čelního štítku jsou namodrale šedé. Ptáče je černé s bílým zobákem, do nedospělého opeření se převléká do stáří 3 měsíců. Křídla jsou zakrnělá a neumožňují let ani klouzání. Slípky využívají svá křídla pouze jako vizuální prvek námluv, při vyjadřování agrese, případně si jimi pomáhají při prodírání křovinami nebo při šplhání po strmých svazích. Na náběžné straně křídel se nachází malý drápek, který slípkám slouží v boji proti predátorům a vetřelcům na svém teritoriu.

## Biologie

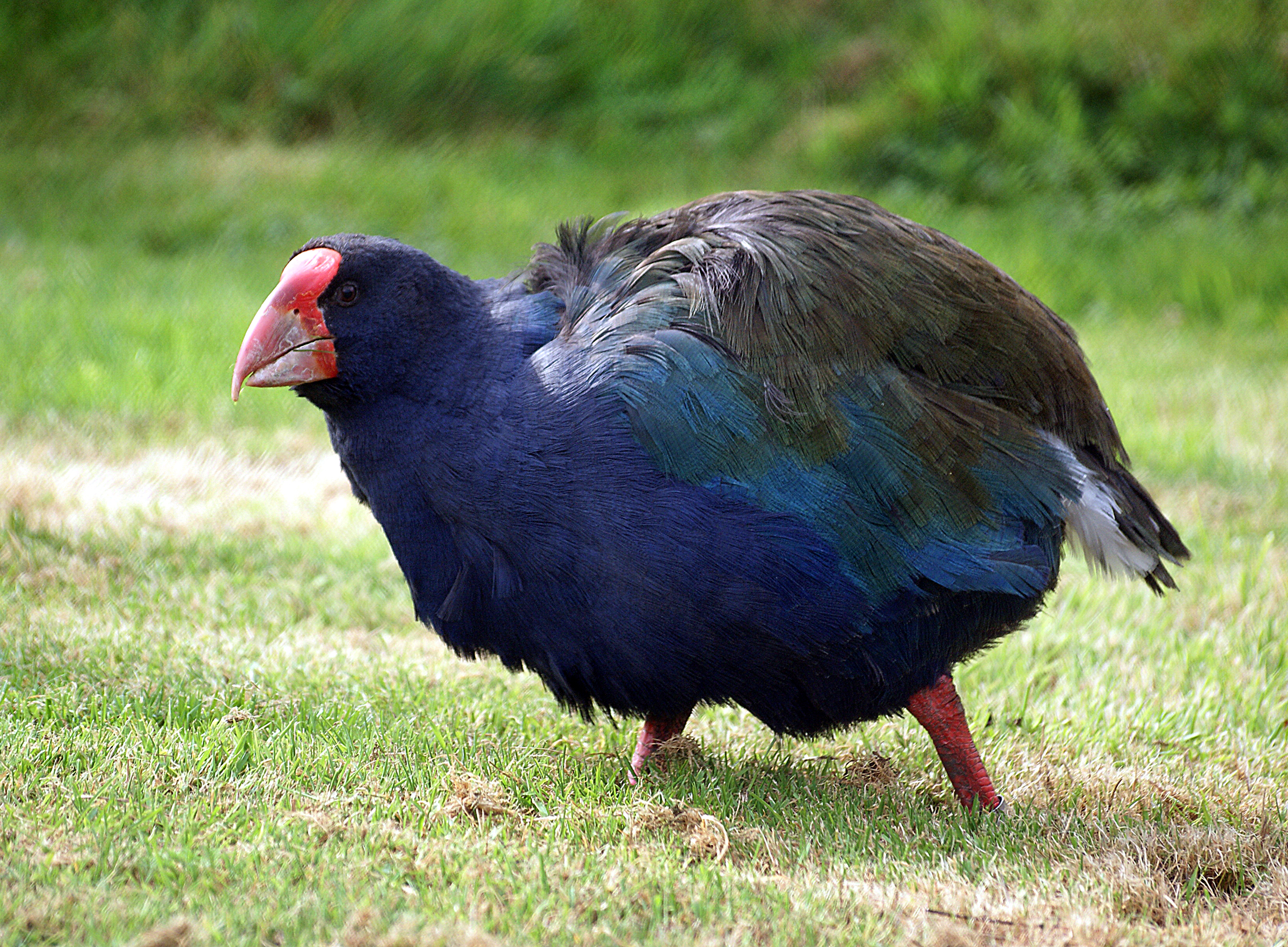
Dospělý jedinec

Jedná se o nelétavého, stálého ptáka, který obývá teritoria o velikosti 4–100 hektarů. V případě velkého množství sněhu se přesouvá do lesa, kde může nalézt potravu i v případě zasněžení otevřených stanovišť. K přirozeným predátorům patří chřástal weka a v moderních dobách i moták tichomořský (tento dravec kolonizoval Nový Zéland někdy po příchodu Maorů). V minulosti patři k hlavním predátorům orel Haastův, pročež se u slípky novozélandské vyvinula klasická obrana proti ptačímu predátorství: znehybnění těla. To je sice efektivní proti ptačím predátorům, kteří loví hlavně vizuálně, proti savčím predátorům jako jsou hranostaji, kteří loví pomocí čichu, je tato obrana zcela neúčinná.
Slípka novozélandská je během hnízdě silně teritoriální pták a dospělý samec může dokonce napadnout i člověka. Jedná se o poměrně hlučného ptáka. Kontaktní volání, kterým se může projevovat ve dne i noci, představuje hlasité kú-ít, které připomíná hlas chřástala weky, a kterým se často projevuje pár ve společném duetu. Při vyrušení vydává velmi hluboké, rezonující ómf.

### Potrava
Hlavní potravní složku fiordlandské populace tvoří lipnicovité rostliny rodu Chionochloa. Občas pojídají i šáchorovité (Uncinia spp., Carex coriacea), sítinovité (Juncus) nebo miříkovité (Aciphylla). V zimě, kdy se slípka novozélandská často vyskytuje v údolích zalesněných pabuky, si pochutnává hlavně na oddencích kapradin Hypolepis millefolium. Na ostrůvcích, kde byly slípky translokovány, běžně požírá místní nebo introdukované lipnicovité rostliny. Pro vyhrabávání kapradinových oddenků a výhonků trav se slípce dobře hodí její statný zobák. Tuto potravu si poté přidrží pařáty a zobákem vymačká přítomné šťávy, zatímco vlákna vůbec nepožívá. V případě dostupnosti může pojídat i větší hmyz (můry, brouky, wety) a výjimečně i menší obratlovce jako jsou káčata nebo plazi.

### Hnízdění

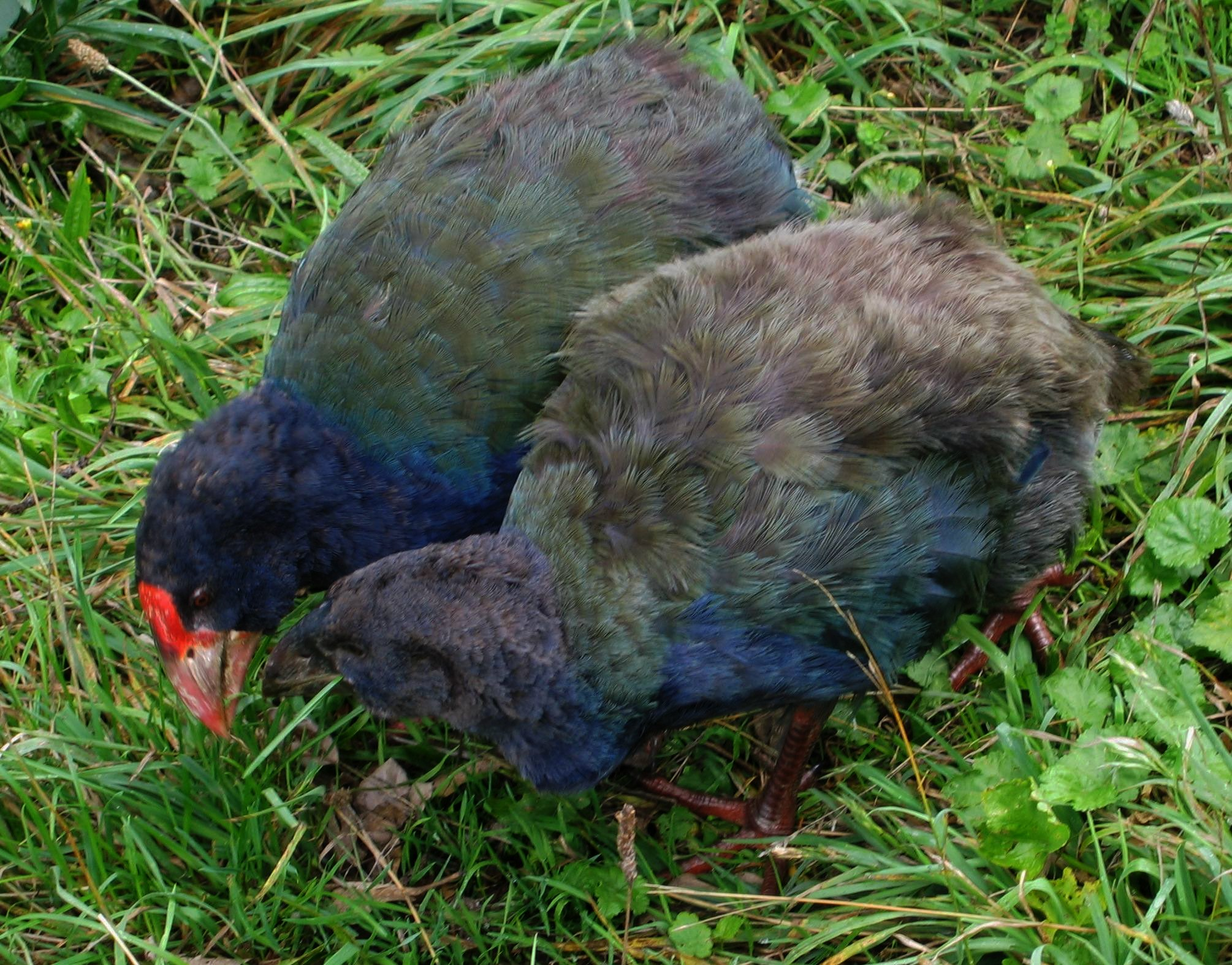
Rodič (vlevo) při krmení nedospělce

K zahnízdění dochází od října do ledna, v nižších polohách však může začít s hnízděním již v záři. Hnízdo představuje hluboká miska upletená z jemných listů a výhonků trav umístěná mezi trsy trav na dobře odvodněné půdě. Občas si může založit hned několik hnízd, než si vybere to, do kterého nakonec naklade vejce. Samice klade 1–3, nejčastěji 2 vejce světle žlutohnědého zbarvení s nepravidelnými načervenalými fleky. Rozměr vejce bývá 74×49 mm, váha 97 g. Ke kladení dochází ve dvoudenních intervalech. Na 30 dní trvající inkubaci se podílejí oba partneři. V případě selhání snůšky můře dojít z náhradní snůšce. Ptáčata se klubou asynchronně ve dvoudenních intervalech. Prekociální mláďata zůstávají první týden na hnízdě, kde je v případě nepřízně počasí mohou rodiče zahřívat, načež opouští hnízdo. Rodiče své potomky z počátku krmí výhonky trav.
V prvním roce mládě často zůstává s rodiči, se kterými se pohybuje po natálním teritoriu i nedaleko za něj. Občas mláďata v prvním roce života mohou pomoci svým rodičům s inkubaci nebo péčí o novorozená ptáčata. Slípka novozélandská se může rozmnožovat již v prvním roce života, většinou však zahnízdí až ve věku dvou let. Ve volné přírodě se dožívá kolem 16–18 let, v rezervacích až 20–22 let.

## Ohrožení
Mezinárodní svaz ochrany přírody hodnotí slípku novozélandskou jako ohrožený druh. Hlavní novodobý typ ohrožení představují introdukovaní predátoři, zejména lasice hranostaj. Introdukovaný jelen evropský patrně stál za úbytkem populace ve druhé polovině 20. století, jelikož jelen představuje přímého potravního konkurenta slípky novozélandské. Vzhledem k malé velikosti populace a pomalému rozmnožovacímu cyklu je slípka ohrožena i inbreedingem.